# Groupe six plus deux sur l'Afghanistan

Membres du groupe
Afghanistan

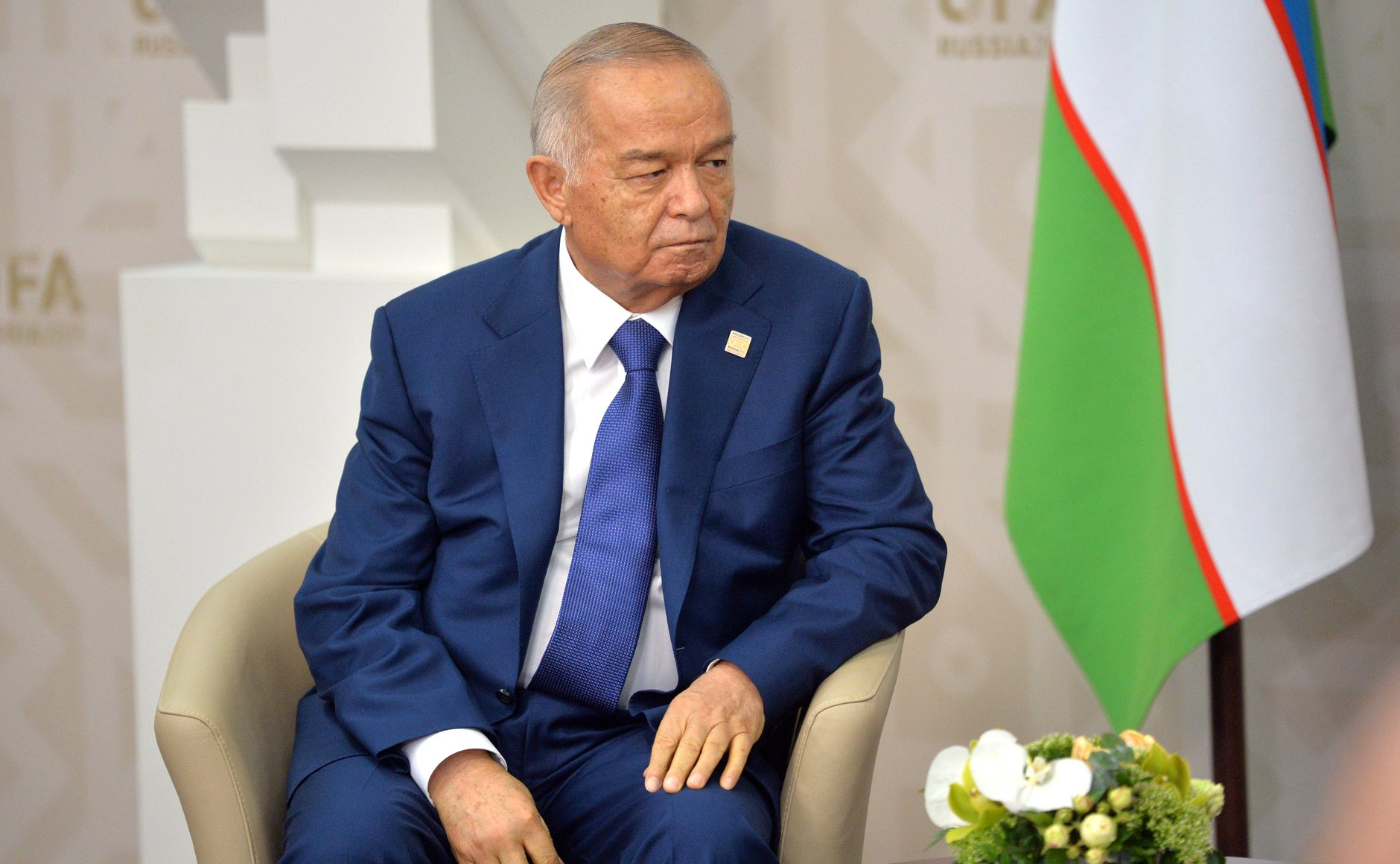
Le président ouzbek Islam Karimov, à l'origine de la coalition, vu ici en 2015.

Le Groupe six plus deux sur l'Afghanistan est une coalition informelle des six nations limitrophes de l'Afghanistan (Chine, Iran, Pakistan, Tadjikistan, Turkménistan et Ouzbékistan) ainsi que des États-Unis et de la Russie, qui opère de 1997 à 2001 sous l'égide des Nations unies. La coalition s'efforce de trouver une solution pacifique[À quoi ?] en incluant la participation de l'Alliance du Nord. Par la suite[Quand ?], la coalition explore la question d'un gouvernement post-taliban pour l'Afghanistan.

## Pays impliqués

### Pays cible
- Afghanistan

### Pays limitrophes
- Chine
- Iran
- Ouzbékistan
- Pakistan
- Tadjikistan
- Turkménistan

### Pays "+2"
- États-Unis
- Russie

## Historique
À la suite de la guerre civile afghane, en 1996, les talibans contrôlent la majeure partie de l'Afghanistan et gouvernent en tant qu'émirat islamique d'Afghanistan. Les combats se poursuivent entre les talibans et l'Alliance du Nord, attirant l'attention internationale.
Cette initiative diplomatique est proposée par Islam Karimov, président de la république d'Ouzbékistan, en gardant à l'esprit que le conflit en Afghanistan ne peut être résolu par la force et qu'un dialogue politique pacifique est nécessaire. L'idée est discutée pour la première fois lors de la rencontre d'Islam Karimov avec l'envoyé spécial du secrétaire général de l'ONU pour l'Afghanistan Lakhdar Brahimi en août 1997. Il est souligné que le règlement pacifique du conflit ne serait pas atteint sans la participation des États voisins.
L'objectif du Groupe est de trouver une solution au problème afghan, d'aider à la mise en place d'un gouvernement afghan largement représentatif et multiethnique.

## Réunions dans le cadre de l'initiative 6+2
Dans le cadre de l'initiative 6+2, un certain nombre de réunions et de conférences importantes ont lieu au siège de l'ONU à New York, dans la capitale ouzbèke Tachkent et dans d'autres lieux.
Le 19 juillet 1999, le Groupe adopte la déclaration dite de Tachkent "sur les principes fondamentaux d'un règlement pacifique du conflit en Afghanistan". Dans la déclaration, les parties conviennent de ne fournir de soutien militaire à aucune partie afghane et d'empêcher l'utilisation de leurs territoires à de telles fins. Une semaine seulement après l'adoption de la déclaration, les talibans lancent une offensive militaire, qui est condamnée par le Conseil de sécurité de l'ONU.
Le 8 février 2000, au siège de l'ONU, se tient une réunion des représentants permanents du Groupe, qui vise à débattre de la production et de la distribution illicites de drogues en provenance d'Afghanistan. Les participants échangent des vues sur les moyens de résoudre les problèmes liés au trafic de drogue en provenance d'Afghanistan grâce à un plan d'action régional complet et équilibré.
Le 18 septembre 2000, lors de la deuxième réunion des "Six plus deux" tenue par les ministres des Affaires étrangères des pays membres, l'ancien secrétaire général des Nations unies, Kofi Annan, réitère que le groupe "Six plus deux" reste un forum essentiel pour la solution de la question afghane parce qu'il "nous a permis de faire face à la situation grave qui s'est développée en Afghanistan et dans la région environnante à la suite de la chute de Mazar-e-Sharif et de l'assassinat de diplomates iraniens".
En plus d'autres activités, le groupe s'occupe également des problèmes de trafic de drogue. Ainsi, le 13 septembre 2000, le Plan d'action régional est approuvé par les représentants des gouvernements de la Chine, de l'Iran, du Pakistan, de la fédération de Russie, du Tadjikistan, des États-Unis d'Amérique et de l'Ouzbékistan.

## Proposition de format "6+3"
Tenant compte de la situation en Afghanistan, Islam Karimov annonce la poursuite du développement de cette initiative lors du sommet de l'OTAN à Bucarest en avril 2008. Le dirigeant de  l'Ouzbékistan propose la transformation du "6 plus 2" en "6 plus 3 (en)", qui prévoit l'implication de 6 pays voisins de l'Afghanistan plus les États-Unis, la Russie et l'OTAN.